# АСУ «Экспресс»
АСУ «Экспресс» — советская и российская автоматизированная система управления резервированием мест и билетно-кассовыми операциями, предназначенная для бронирования мест в поездах дальнего следования.
В настоящее время представляет собой современный программно-аппаратный комплекс, построенный на базе высокопроизводительных ЭВМ, с широко развитой сетью продажи билетов.
Лицензию на право использования системы «Экспресс» приобрели практически все страны СНГ и Прибалтики. Система «Экспресс-3» является полноправным членом международного сообщества систем резервирования мест, активно взаимодействует с другими европейскими электронными системами резервирования в рамках вычислительных сетей ОСЖД/МСЖД.

## История
Разработана во ВНИИЖТ под руководством Б. Е. Марчука.
Поколения:
- «Экспресс-1» — 1972—1985 годы. Платформа: ЭВМ «Маршрут-1» (разработана в ЕрНИИММ на основе «Раздан-3»[2], гл. конструктор — А. Кучукян[3]). С 1972 года обслуживала Киевское направление Московского железнодорожного узла[4] (предварительные кассы Киевского вокзала), с 1974-го — весь Московский железнодорожный узел — 580 автоматизированных билетных касс[4]. Это поколение исполняло функцию продажи билетов только от Москвы со сроком резервирования от 10 дней до отправления поезда. Эксплуатация системы была высокоэффективна (до 15 тысяч заказов в час)[4].
- «Экспресс-2» — 1982—2005 годы. Платформа: ЕС ЭВМ (ЕС-1045, ЕС-1046 и др.); операционная система TKS. Набор функций расширился: «резервирование мест, продажа билетов от 45 дней до прихода поезда на станцию назначения».
- «Экспресс-3» — с 2005 года по настоящее время. Платформа: AlphaServer 1200. Вычислительная сеть по обслуживанию пассажиров для автоматизации продажи билетов и резервирования мест в поездах и оперативного управления пассажирскими перевозками со сроком резервирования от 45 дней до отправления поезда. Система действует на территории СНГ, Латвии, Литвы и Эстонии.

## Функции системы
- Продажа проездных документов во внутригосударственном и международном сообщениях.
- Информационно-справочное обслуживание пассажиров.
- Оформление перевозок багажа, грузобагажа и почты.
- Управление парком пассажирских вагонов, включая их эксплуатацию и ремонт, на базе подсистемы АСУ ПВ.
- Финансово-статистический учёт и взаиморасчеты за пассажирские перевозки во всех видах сообщений.
- Анализ результатов перевозок, прогноз спроса, снижение убыточности и расходов.
- Реализация билетов во внутреннем и международном высокоскоростном сообщении (поезда «Сапсан», «Аллегро»).
- Поддержка информационных систем контроля посадки пассажиров в поездах дальнего следования.
- Информационное обслуживание деятельности различных перевозчиков пассажиров в дальнем и пригородном сообщении.
- Поддержка различных каналов сбыта билетов (кассы перевозчиков, кассы агентов продажи, транзакционные терминалы самообслуживания, интернет-ресурсы, платежные терминалы, мобильные устройства продажи).
- Поддержка Программ лояльности и управления доходами.